# Sonic Generations
Sonic Generations (ソニック ジェネレーションズ Sonikku Jenerēshonzu?) är ett plattformsspel i Sonic the Hedgehog-spelserien, som utvecklats av Sonic Team, och utgivits till Playstation 3, Xbox 360, Nintendo 3DS och Windows. Spelet firar spelseriens 20-årsjubileum, och släpptes av Sega den 4 november 2011 i Europa.
I Japan bär Playstation 3- och Xbox 360-utgåvorna undertiteln Shiro no Jikū (白の時空?  "Vit tidsrymd"), medan Nintendo 3DS-versionen heter Ao no Bōken (青の冒険?  "Blå äventyr").

## Handling
Sonic firar sin 20:e födelsedag med sina vänner när plötsligt ett tidshål öppnas och suger in allesammans och sprider ut dem i tidsrymden. Medan Sonic letar efter sina vänner stöter han på den gamla Sonic (Classic Sonic). Båda igelkottarna bestämmer sig för att samarbeta, och tillsammans jagar de fram genom sin historia för att rädda sina vänner och laga tidsströmmen och kommer till de gamla banorna.

## Gameplay
Spelet innehåller nivåer tagna från olika stadier i Sonics historia, spridda över tre epoker: Klassisk, Dreamcast och Modern. Varje nivå kan spelas antingen som den klassiska Sonic ("Classic") eller den moderna Sonic ("Modern"), som tar varsin väg genom nivån. Classic Sonics nivåer är helt och hållet tvådimensionella, medan Modern Sonics nivåer växlar mellan 2D och 3D, såsom i Sonic Unleashed och Sonic Colours. Nintendo 3DS-versionen inbegriper 2D/3D-mixturen från Sonic Rush-serien. Förutom de traditionella uppgraderingarna, såsom osårbarhet och fartskor, förekommer även unika uppgraderingar i särskilda nivåer, till exempel rullbrädor i City Escape och Wisp-krafter i Planet Wisp. Till skillnad från konsolversionen innehåller Nintendo 3DS-versionen bonusnivåer likt de i Sonic Heroes samt ett flerspelarläge.

### Nivåer
Förutom Green Hill Zone innehåller Playstation 3-, Xbox 360- och Nintendo 3DS-utgåvorna olika nivåer, tagna från diverse spel i spelserien. Det finns nio nivåer i Playstation 3- och Xbox 360-versionerna. Nintendo 3DS-versionen har sju nivåer. Här följer en lista på nivåer i spelet.
| Xbox 360/PS3/PC | Xbox 360/PS3/PC           | 3DS             | 3DS                  |
| Nivå            | Ursprung                  | Nivå            | Ursprung             |
| --------------- | ------------------------- | --------------- | -------------------- |
| Green Hill      | Sonic the Hedgehog        | Green Hill      | Sonic the Hedgehog   |
| Chemical Plant  | Sonic the Hedgehog 2      | Casino Night    | Sonic the Hedgehog 2 |
| Sky Sanctuary   | Sonic & Knuckles          | Mushroom Hill   | Sonic & Knuckles     |
| Speed Highway   | Sonic Adventure           | Emerald Coast   | Sonic Adventure      |
| City Escape     | Sonic Adventure 2         | Radical Highway | Sonic Adventure 2    |
| Seaside Hill    | Sonic Heroes              | Ocean Palace    | Sonic Rush           |
| Crisis City     | Sonic the Hedgehog (2006) | Tropical Resort | Sonic Colours        |
| Rooftop Run     | Sonic Unleashed           |                 |                      |
| Planet Wisp     | Sonic Colours             |                 |                      |

## Marknadsföring
En samlarutgåva annonserades för Playstation 3 och Xbox 360, innehållande spel och manual i en steelbook-förpackning, en skiva innehållande en dokumentär om Sonics historia, ett musikalbum med låtar utvalda av Sonic Team, en guldring med individuell numrering och i begränsat antal, kupong för exklusivt nedladdningsbart spelinnehåll (flipperspelet från Casino Night Zone, Playstation 3- och Xbox 360-teman och en Super Sonic-avatar till Xbox 360) samt en statyett som föreställer båda Sonic poserande på en kraftring. Samlarutgåvan gavs ut i Europa och Australien.